# Хісель Каньєвскі
Хісель Каньєвскі (ісп. Giselle Kañevsky, 4 серпня 1985) — аргентинська хокеїстка на траві.
Бронзова призерка Олімпійських Ігор 2008 року.
Переможниця Панамериканських ігор 2007, 2019 років.
Переможниця Трофею чемпіонів 2009, 2010 років, срібна призерка 2007, 2011 років.
Чемпіонка світу 2010 року, бронзова призерка 2006 року.
Переможниця Панамериканського кубка 2009 року.